# Senna scandens
Senna scandens là một loài cây nở hoa trong họ (Fabaceae). 
Nó là loài bị đe doạn và chỉ có ở Ecuador. Môi trường sống tự nhiên của chúng là các khu rừng ẩm ướt đất thấp nhiệt đới hoặc cận nhiệt đới.